# Regnbuetrøje
Regnbuetrøjen er den specielle cykeltrøje som bæres af regerende verdensmester i et cykelløb. Trøjen er mest hvid med fem horisontale bånd i UCI-farverne omkring brystet. Fra bunden og op er farverne: grøn, gul, sort, rød og blå, de samme farver som i ringene på det olympiske flag. Traditionen er gennemført for alle discipliner; landevejscykling, banecykling, cycle cross, BMX og øvelserne indenfor terræncykling.

## Regnbuetrøjens forbandelse
Regnbuetrøjens forbandelse (curse of the rainbow jersey) betegner det fænomen at cykelryttere som har vundet regnbuetrøjen ofte har en dårlig påfølgende sæson. Der er en klar opfattelse om at regnbuetrøjen ikke altid bærer held med sig, og at den gør det vanskeligere at vinde løb. Der findes undtagelser; Eddy Merckx, Bernard Hinault og Greg Lemond vandt alle Tour de France i regnbuetrøjen.
Nogle eksempler:
- Tom Simpson (landevej 1965) brækkede benet på ski den efterfølgende vinter.
- Jean-Pierre Monseré (landevej 1970) døde med regnbuetrøjen på efter at være blevet påkørt under et løb i marts 1971.
- Stephen Roche (landevej 1987) som også vandt Tour de France og Giro d'Italia samme sæson, mistede næsten hele 1988-sæsonen på grund af en knæskade.
- Isaac Gálvez (madison 2006) styrtede iført regnbuetrøjen, på velodromen under seksdagesløbet i Gent og døde på vej til sygehuset.
- Paolo Bettini (landevej 2006) oplevede otte dage senere at broren døde i en trafikulykke. Han havde selv mange uheld og tekniske problemer i 2007-sæsonen.
- Alessandro Ballan (landevej 2008) fik det meste af forårssæsonen 2009 ødelagt på grund af cytomegalovirus.